# Holiday (Green Day)
Holiday è una canzone dei Green Day, terzo singolo estratto del loro settimo album American Idiot.
Anche se la canzone è un preludio a Boulevard of Broken Dreams, Holiday è stata pubblicata come singolo più tardi, nella primavera del 2005. La canzone ha raggiunto notevole popolarità in tutto il mondo e si è piazzata in buone posizioni nelle classifiche. Negli Stati Uniti, ha raggiunto la diciannovesima posizione nella Billboard Hot 100 e la prima sulle classifiche Alternative Songs e Hot Mainstream Rock Tracks. Essa ha debuttato all'undicesima posizione nel Regno Unito e al ventunesimo in Canada.
Holiday è stato svolto nel film Accepted e parti della canzone sono state suonate nel film Surf's Up - I re delle onde.

## Descrizione
La canzone è una contestazione alla politica mondiale e americana ma anche una protesta verso la guerra. Infatti, mentre nella canzone originale vi è il pezzo The representative of California has the floor ("Il rappresentante della California ha la parola"), nel concerto Bullet in a Bible (che poi uscì anche in DVD) tenutosi a Londra e in molti altri concerti in molte altre nazioni, Billie Joe Armstrong sostituì queste frasi con il pezzo The representative of United Kingdom now has the floor ("Il rappresentante del Regno Unito ha, ora, la parola", ovviamente cambiando la frase a seconda del paese in cui suonavano), facendo così capire che non era contrario solo alla politica americana ma anche a molte altre politiche mondiali. Proprio annunciando questa canzone nel film-documentario Bullet in a Bible, Billie Joe specifica che la canzone non è contro gli americani ma contro la guerra ("This is not anti americans it's anti war"). Verso la fine della canzone si sente la voce del cantante leggere i titoli di un telegiornale urlando e parlando esplicitamente di alcuni politici.

## Tracce
CD1
1. Holiday
2. Holiday (live)
3. Boulevard of Broken Dreams (live)

CD2
1. Holiday
2. Minority (live)

7" Picture Disc
- Lato A

1. Holiday

- Lato B

1. Minority (live)

- (Le tracce live sono state registrate il 21 settembre 2004 in Irving Plaza a New York)

## Formazione
- Billie Joe Armstrong - voce e chitarra
- Mike Dirnt - basso e voce
- Tré Cool - batteria e cori

## Classifiche
| Classifica (2005)             | Posizione massima |
| ----------------------------- | ----------------- |
| Australia                     | 24                |
| Austria                       | 45                |
| Canada                        | 21                |
| Danimarca                     | 14                |
| Germania                      | 50                |
| Irlanda                       | 13                |
| Norvegia                      | 19                |
| Nuova Zelanda                 | 13                |
| Regno Unito                   | 11                |
| Regno Unito (rock & metal)    | 1                 |
| Stati Uniti                   | 19                |
| Stati Uniti (alternative)     | 1                 |
| Stati Uniti (mainstream rock) | 1                 |
| Svezia                        | 25                |
| Svizzera                      | 44                |